# رجل أوروبا المريض

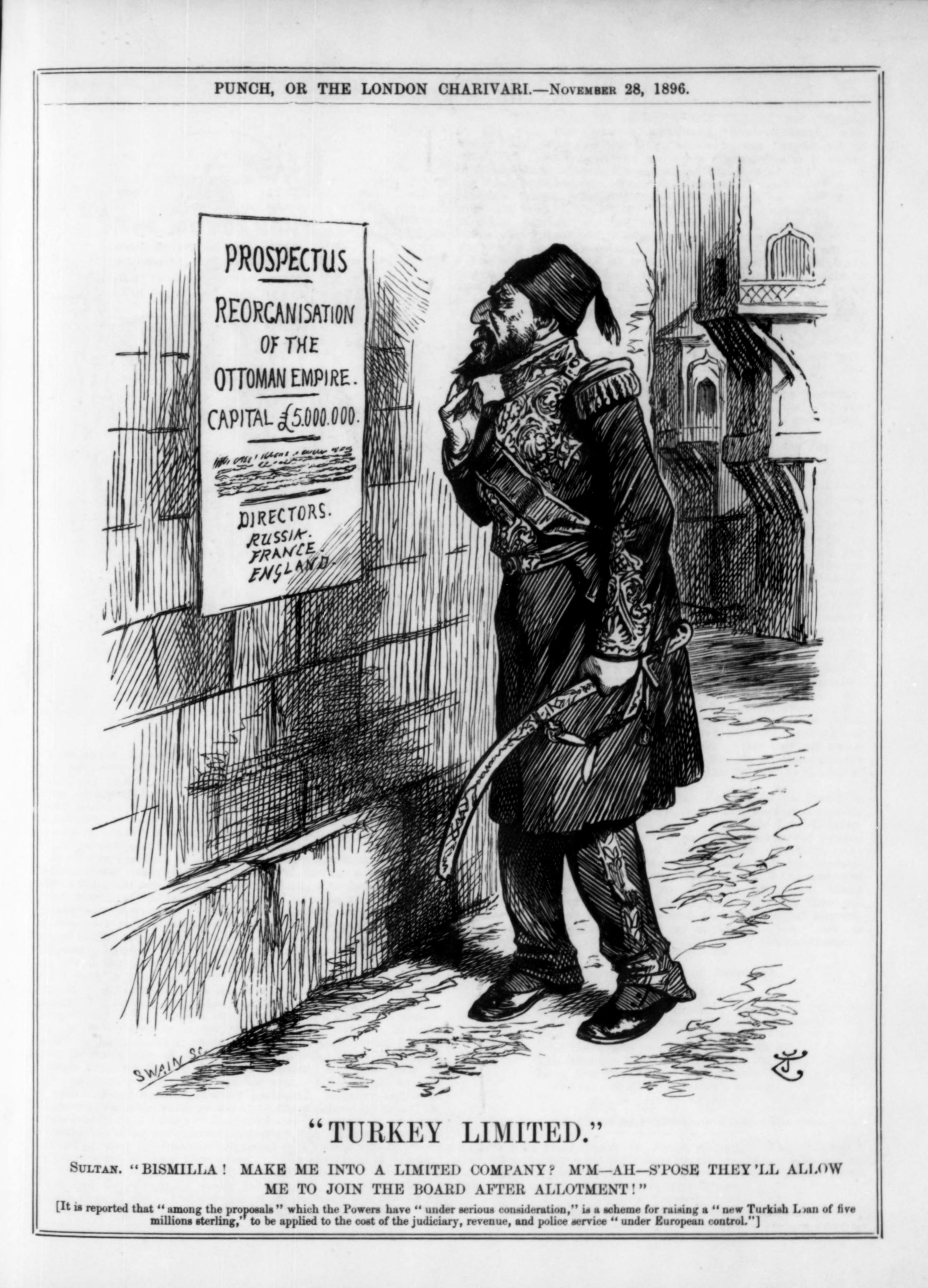
كاركاتير من مجلة بنش الساخرة البريطانية، عام 1896. يُظهر السلطان عبد الحميد الثاني وهو يطالع ملصق على شكل دعوة للاكتتاب يقول:
دعوة للاكتتاب
إعادة تنظيم شركة
الدولة العثمانية
رأس المال 5,000,000 جنيه استرليني
...
المديرون:
روسيا وفرنسا وإنجلترا
ثم يقول التعليق أسفل الرسم:
تركيا المحدودة
السلطان: "بسم الله" أيجعلونني شركة محدودة؟ مم - آه - أفترض أنهم سيسمحون لي أن أنضم لمجلس الإدارة بعد توزيع الحصص."

رجل أوروبا المريض هو اللقب الذي اشتهرت به الدولة العثمانية منذ منتصف القرن التاسع عشر. ويرجع سبب ذلك إلى الهزائم التي تكبدتها الدولة العثمانية من الدول الأوروبية وأفقدتها الكثير من أراضيها، فذهبت مهابتها ومكانتها بين الدول وأخذت الدول الأوروبية تخطط فيما بينها لاقتسام أملاكها الممتدة على ثلاث قارات.

## أصل الاسم
اسم أطلقه قيصر روسيا نيكولاي الأول على الدولة العثمانية سنة 1853 م بسبب ضعفها، ودعا بريطانيا أن تشترك معه في اقتسام أملاك الدولة العثمانية، ثم شاع هذا الاسم بعد ذلك، واستعملته الدول الأوربية الأخرى.

## التاريخ
كانت الدولة العثمانية إحدى القوى العظمى في العالم في الفترة الممتدة بين منتصف القرن الخامس عشر وبين نهايات القرن السابع عشر، فكانت مارداً أرعب الدول والشعوب الأوروبية وإمتلكت جيشاً هو الأقوى في العالم وبحرية مهابة. وبعد وفاة السلطان سليمان القانوني 1566 بدأ الضعف يتسرب إليها تدريجياً وتولى أمرها سلاطين ضعاف فاقدين للطموح يريدون الحفاظ فقط على ما يملكوه، وإستغل رجال الدولة ضعف السلاطين فنزعوا إلى الإستبداد بإمورهم وتلقي الرشاوى وسرقة الدولة، ونزعت تشكيلات الإنكشارية إلى التدخل في الشئون السياسية وفرض الأتاوات على الناس والقعود عن الجهاد وإعلاء راية الدين. فكانت النتيجة أن بدأت الدولة تتلقى الهزائم الواحدة تلو الأخرى وتتغافل عن التطور الذي وصلت له الدول الأوروبية. وكانت فاتحة ذلك هزيمتها القاسية في الحرب التركية العظمى وإضطرارها إلى التوقيع على معاهدة كارلوفجة التي تخلت فيها عن أجزاء كبيرة من أراضيها لصالح القوى الأوروبية. فزالت مهابة الدولة العثمانية من قلوب أعدائها وظهر لاحقاً مصطلح المسألة الشرقية حيث أصبحت القوى الأوروبية تسعى جدياً لإخراج الدولة العثمانية من أوروبا وتتنافس فيما بينها على اقتسام ممتلكات الدولة العثمانية الواسعة.